# Фаулер, Мартин
Мартин Фаулер (англ. Martin Fowler; род. 18 декабря 1963[…], Уолсолл, Уэст-Мидлендс) — американский программист, автор ряда книг и статей по архитектуре ПО, объектно-ориентированному анализу и разработке, языку UML, рефакторингу, экстремальному программированию, предметно-ориентированным языкам программирования.
Родился в Англии, жил в Лондоне до переезда в США в 1994 г. В настоящее время живёт в Бостоне, штат Массачусетс.